# Let There Be Love (Simple Minds)
Let There Be Love is een nummer van de Schotse band Simple Minds uit 1991. Het is de eerste single van hun negende studioalbum Real Life.
"Let There Be Love" is een ballad, die in West-Europa en Oceanië veel succes had. In het Verenigd Koninkrijk haalde het de 7e positie. In de Nederlandse Top 40 haalde het de 4e positie, en in de Vlaamse Radio 2 Top 30 de 2e.